# Dichorisandra paranaensis
Dichorisandra paranaensis är en himmelsblomsväxtart som beskrevs av D.Maia, Cervi och Tardivo. Dichorisandra paranaensis ingår i släktet Dichorisandra och familjen himmelsblomsväxter. Inga underarter finns listade.